# Aktion
Aktion är ett studioalbum av KSMB, släppt 1980. Detta var KSMB:s första egna riktiga LP, efter deras gemensamma skiva med Travolta Kids och Incest Brothers, Bakverk 80. 
Aktion är en av titlarna i boken Tusen svenska klassiker (2009).

## Låtlista
| Nr           | Titel                    | Längd |
| ------------ | ------------------------ | ----- |
| 1.           | Tidens tempo             | 2:12  |
| 2.           | Jag vill bli som far     | 1:18  |
| 3.           | Adolf                    | 1:49  |
| 4.           | Ett ben                  | 3:20  |
| 5.           | Dörrterror               | 2:22  |
| 6.           | Dagens ungdom            | 1:52  |
| 7.           | Bara ett minne           | 4:10  |
| 8.           | Varför lever du?         | 2:13  |
| 9.           | Smygfascist              | 1:58  |
| 10.          | But, We Have No Bananas! | 2:40  |
| 11.          | Fp                       | 3:55  |
| 12.          | Atomreggae               | 2:15  |
| 13.          | En slemmig torsk         | 1:49  |
| 14.          | Lurad                    | 1:47  |
| 15.          | 70,000 volt              | 4:19  |
| Total längd: | Total längd:             | 35:19 |

## Medverkande
- Bröderna Bengtsons
- Johnny Sylvan, gitarr
- Johan Johansson, trummor
- Michael Alonzo, sång
- Mats Nilsson, bas
- Stephan Guiance, sång

### Fotnoter
1. ↑  Gradvall et al 2009, nr. 554